# Flamingófélék
A flamingófélék (Phoenicopteridae) a madarak osztályának flamingóalakúak (Phoenicopteriformes) rendjébe tartozó család. 1 nem és 6 faj tartozik a családba.
Egyes újabb rendszerezések a gólyaalakúak (Ciconiiformes) rendjébe sorolják. A flamingók átlagos várható élethossza 20–30 év, de fogságban akár 50 évig is élhetnek.

## Rendszerezés
A flamingóalakúak rendjébe egyedül a flamingófélék családja tartozik, amely a Phoenicopterus nemet és annak alábbi fajait foglalja magában, egyes rendszerek használják még a Phoenicoparrus, Phoeniconaias nemeket is
- Phoenicopterus (Bonaparte, 1831) – 6 faj
  - chilei flamingó (Phoenicopterus chilensis) vagy (Phoenicoparrus chilensis)
  - rózsás flamingó (Phoenicopterus roseus)
  - karibi flamingó (Phoenicopterus ruber)
- Egyes rendszerbesorolások a Phoenicoparrus nembe sorolják 
  - andoki flamingó (Phoenicopterus andinus) vagy (Phoenicoparrus andinus)
  - rövidcsőrű flamingó (Phoenicopterus jamesi) vagy (Phoenicoparrus jamesi)
- Egyes rendszerbesorolások a Phoeniconaias nembe sorolják
  - kis flamingó (Phoenicopterus minor) vagy (Phoeniconaias minor)

## Érdekesség
A rózsaszín megjelenést az elfogyasztott garnélarákok anyagától kapja. A halványabb flamingó kevesebb rákfélét eszik.

## Arózsás flamingóleírása
Hosszú lábainak köszönhetően mélyebb vizekben is kutathat élelem után, mint a többi gázlómadár. Táplálkozás közben a csőre elülső részén beszívja a vizet, oldalt pedig kipumpálja, miközben a csőrkávát szegélyező tüskés lemezeken fennakadnak az apróbb vízi élőlények.

### Szaporodás
A tojó iszapból épített fészkébe egy vagy két tojást rak.

### Megjelenés
Testhossza 125–145 cm.

### Életmód
A rózsás flamingó szűrőtáplálkozást folytat. Lábával felkavarja a homokot és az iszapot az otthonát képező sekély lagúnákban, így felzavarja a parány élő szervezeteket, és kiszűri őket a vízből a lefelé hajló csőrén sorakozó szarulemezekkel. Az egészséges flamingók annyi vitaminban gazdag rákot szűrnek ki, hogy étrendjük még a tollazatuk színére is hatással van. Ebből származik minden flamingó jellegzetes rózsaszín árnyalata.

#### Élettartam
A flamingóknak kevés a természetes ellenségük. Némelyik példány 60 évig vagy még tovább is élhet.

### Előfordulás és élőhely
Európa déli része, Ázsia és Afrika egyes részei, Közép- és Dél-Amerika.